# Amourricho van Axel Dongen
Amourricho van Axel Dongen, né le 29 septembre 2004 à Almere aux Pays-Bas, est un footballeur néerlandais, qui joue au poste d'ailier gauche au SC Heerenveen, en prêt de l'Ajax Amsterdam.

## Biographie

### En club

#### Ajax Amsterdam
Né à Haarlem aux Pays-Bas, Amourricho van Axel Dongen est formé par l'Ajax Amsterdam, qu'il rejoint à l'âge de 7 ans. Il signe son premier contrat professionnel le 23 septembre 2020, veille de ses 16 ans, avec l'Ajax et espère déjà intégrer l'équipe première dans les deux ans qui suivent.
Le 15 décembre 2021, van Axel Dongen est lancé par Erik ten Hag en équipe première, lors d'une rencontre de coupe des Pays-Bas face au BVV Barendrecht (en). Il entre en jeu à la place de Mohamed Daramy lors de cette rencontre remportée par son équipe sur le score de quatre buts à zéro,.
Il fait ses débuts dans l'Eredivisie face au FC Utrecht le 16 janvier 2022. Il entre en jeu à la place d'Antony et son équipe s'impose sur le score de trois buts à zéro.
Il est sacré Champion des Pays-Bas lors de cette saison 2021-2022.
Le 15 mai 2023, van Axel Dongen prolonge son contrat avec l'Ajax. Il est alors lié au club jusqu'en juin 2027,.

### En équipe nationale
Amourricho van Axel Dongen compte trois sélections pour un but avec les moins de 16 ans, toutes obtenues en 2019.

## Statistiques
Ce tableau résume les statistiques en carrière de Amourricho van Axel Dongen.

### En club
| Saison                | Club                  | Championnat           | Championnat | Championnat | Coupe(s) nationale(s) | Coupe(s) nationale(s) | Compétition(s) continentale(s) | Compétition(s) continentale(s) | Compétition(s) continentale(s) | Total | Total |
| Saison                | Club                  | Division              | M.          | B.          | M.                    | B.                    | Comp.                          | M.                             | B.                             | M.    | B.    |
| 2020-2021             | Jong Ajax             | Eerste Divisie        | 2           | 1           | -                     | -                     | -                              | -                              | -                              | 2     | 1     |
| 2021-2022             | Jong Ajax             | Eerste Divisie        | 7           | 1           | -                     | -                     | -                              | -                              | -                              | 7     | 1     |
| 2022-2023             | Jong Ajax             | Eerste Divisie        | 14          | 1           | -                     | -                     | -                              | -                              | -                              | 14    | 1     |
| 2023-2024             | Jong Ajax             | Eerste Divisie        | 3           | 0           | -                     | -                     | -                              | -                              | -                              | 3     | 0     |
| Sous-total            | Sous-total            | Sous-total            | 26          | 3           | 0                     | 0                     | -                              | 0                              | 0                              | 26    | 3     |
| 2021-2022             | Ajax Amsterdam        | Eredivisie            | 1           | 0           | 2                     | 0                     | C1                             | -                              | -                              | 3     | 0     |
| 2023-2024             | Ajax Amsterdam        | Eredivisie            | 3           | 0           | 1                     | 0                     | C3                             | 1                              | 0                              | 5     | 0     |
| Sous-total            | Sous-total            | Sous-total            | 4           | 0           | 3                     | 0                     | -                              | 1                              | 0                              | 8     | 0     |
| Total sur la carrière | Total sur la carrière | Total sur la carrière | 30          | 3           | 3                     | 0                     | -                              | 1                              | 0                              | 34    | 3     |

## Palmarès
Ajax Amsterdam
- Championnat des Pays-Bas (1) :
  - Champion : 2021-22.